# All Time Low
All Time Low ist eine 2003 in Towson (einem Vorort von Baltimore) gegründete Pop-Punk-Band. Die Gruppe besteht aus Sänger und Rhythmusgitarrist Alex Gaskarth, Leadgitarrist und Hintergrundsänger Jack Barakat, Bassist und Hintergrundsänger Zack Merrick, sowie aus Schlagzeuger Rian Dawson. Der Bandname stammt aus dem Lied Head On Collision der Punkband New Found Glory.
Die Band startete als Highschool-Projekt und im Jahr 2004 erschien die erste EP The Three Words to Remember in Dealing with the End, sowie 2005 das Debütalbum The Party Scene über das lokale Independent-Label Emerald Moon Records. Während die Gruppe auf Konzertreise war, wurde Hopeless Records auf All Time Low aufmerksam und nahm diese auch unter Vertrag. Über das Label erschienen drei weitere EPs, sowie eine Live-DVD, fünf Alben und mehrere Singles. Das 2011 erschienene Album Dirty Work erschien über Interscope Records.
Die Band erreichte mit der Single Dear Maria, Count Me In – erschienen 2008 – drei Jahre nach ihrer Veröffentlichung die Goldene Schallplatte für 500.000 verkaufte Einheiten in den Vereinigten Staaten. Im April 2015 erhielt das Lied schließlich die Platinauszeichnung. Das 2009 erschienene Album Nothing Personal erhielt im Vereinigten Königreich die Silberne Schallplatte für 60.000 verkaufte Einheiten.
Sie waren bereits auf mehreren großen Festivals Headliner, darunter etwa auf der Warped Tour, dem Soundwave Festival und dem Reading and Leeds Festival. Außerdem spielten All Time Low bereits bei Rock am Ring und Rock im Park (beides 2013).

## Geschichte

### 2003–2006: Gründung und Debütalbum
Die Gruppe wurde in Towson, einem Vorort von Baltimore im Bundesstaat Maryland, von Alex Gaskarth (Gesang, Rhythmusgitarre), Jack Barakat (Hintergrundgesang, Leadgitarre), Zack Merrick (E-Bass, Hintergrundgesang) und Rian Dawson (Schlagzeug) gegründet. Alle vier Musiker besuchten zu diesem Zeitpunkt noch die Highschool. Anfangs wurden Stücke der Band Blink-182 gecovert. Die ersten selbst geschriebenen Stücke waren dem Pop und Emo einzuordnen.
Im Jahr 2004 wurde das lokale Independent-Label Emerald Moon Records auf die Band aufmerksam und nahm All Time Low unter Vertrag. Im selben Jahr erschien die Debüt-EP The Three Words to Remember in Dealing with the End über dem Label. Ungefähr ein Jahr später, im Juli 2005, folgte das Debütalbum The Party Scene, welches ebenfalls über Emerald Moon Records veröffentlicht wurde. Bevor die Musiker ihren Abschluss im Jahr 2006 erreichten, konnte die Band einen Plattenvertrag mit dem Label Hopeless Records abschließen. In einem Interview erzählten sie, dass sie zeitweise zeitliche Probleme hatten die Schule und die Musik unter ein Dach zu bringen. Allerdings erschien die EP Put Up or Shut Up im Juli 2006, welche sich in den Independent Charts und den Heatseeker Charts, die beide vom Magazin Billboard ermittelt werden, positionieren konnte.
Ende 2006 begannen die Musiker exzessiv zu touren, um die EP zu bewerben. Danach ging das Quartett ins Studio, um am zweiten Album zu arbeiten.

### 2007–2008: Zweites Album:So Wrong, It’s Right

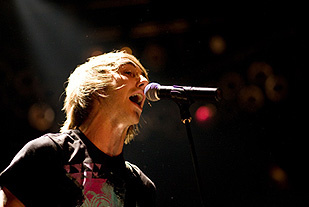
Alex Gaskarth in Chicago im Jahr 2007

Den Sommer des Jahres 2007 verbrachte die Gruppe erstmals auf der Warped Tour, wo die Gruppe auf der Smartpunk Stage spielte. Ende 2007 spielte die Gruppe erstmals im Vereinigten Königreich als Vorband für die Plain White T’s. Im September 2007 erschien das zweite Studioalbum und Hopeless-Records-Debüt So Wrong, It’s Right. Das Album stieg auf Anhieb auf Platz 62 der US-Charts ein. Die zweite Singleauskopplung des Albums, Dear Maria, Count Me In, die 2008 erschien, ist die erste Single der Gruppe, welche eine Chartplatzierung erreichen konnte. In den Pop 100-Charts landete die Single auf Platz 82. Im Jahr 2011 wurde die Single mit der Goldenen Schallplatte für 500.000 verkaufte Einheiten ausgezeichnet. Am 14. April 2015 wurde das Lied mit einer Platin-Schallplatte ausgezeichnet.
Anfang 2008 beendete All Time Low ihre erste Headliner-Tournee, die Manwhores and Open Sores Tour, welche von Every Avenue, Mayday Parade und Just Surrender als Vorgruppen begleitet wurde. Nach der Veröffentlichung von So Wrong, It’s Right gewann die Gruppe schnell an Popularität, sodass die Band am 12. Februar 2008 ihr Debüt bei TRL hatte. Auch bei MTV (Discover and Download, Big Ten), Music Choice (Fresh Crops) und bei MTV Hits war die Band des Öfteren in den Playlisten zu finden.

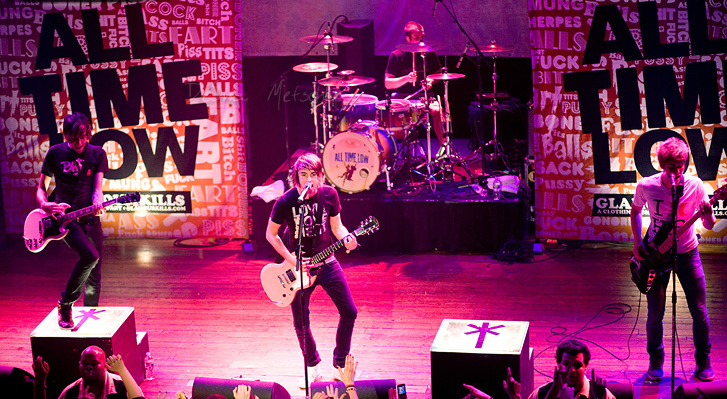
All Time Low spielen auf der AP Tour in Chicago, Illinois

Am 7. März 2008 hatte die Gruppe bei Jimmy Kimmel Live! ihr Fernseh-Debüt. Danach spielte die Gruppe bei den mtvU Woodie Awards. Von März bis Mai 2008 waren All Time Low mit The Rocket Summer Co-Headliner der AP Tour, welche von The Matches, Sonny Moore und Forever the Sickest Kids als Vorgruppen begleitet wurde. Im Mai folgte zudem ein Auftritt auf dem Give It a Name-Festival. Ebenfalls noch im Mai war All Time Low mit Cobra Starship Co-Headliner einer Konzertreise, die durch das Vereinigte Königreich führte. Im Juli 2008 folgte die Shortest Tour Ever. Als Support traten Hit the Lights, Valencia und There for Tomorrow auf. Danach tourte die Gruppe erneut auf der Warped Tour. Das Jahr 2008 endete für All Time Low mit der Compromising of Integrity, Morality & Principles in Exchange for Money Tour mit Mayday Parade, The Maine und Every Avenue als Support.
Im Dezember 2008 wurde All Time Low vom Alternative Press-Magazin zur „Band des Jahres“ gewählt und landete auf der Titelseite des Magazines im Januar 2009.

### 2009–2010: Drittes Album:Nothing Personal

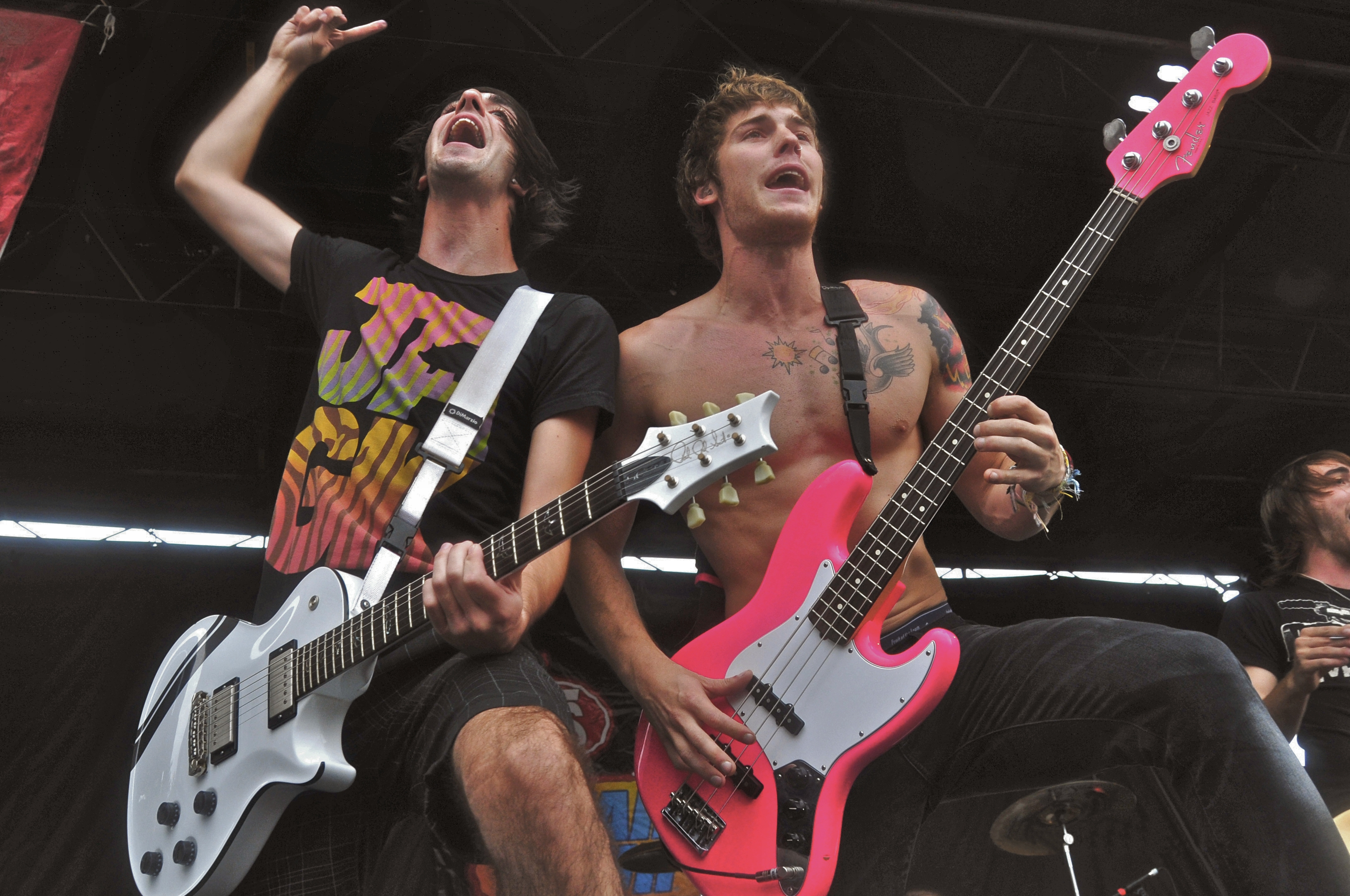
All Time Low während der Warped Tour 2009

Anfang 2009 gab All Time Low in einem Interview mit dem britischen Magazin Rock Sound bekannt, dass die Gruppe an neuem Material für ihr drittes Album arbeite. Außerdem gaben sie bekannt, dass sie bei den Arbeiten von mehreren Musikern und Produzenten beim Songwriting unterstützt werden. Noch während des Schreibprozesses begannen im Januar 2009 die Aufnahmearbeiten im Studio. Einen Monat später waren sämtliche Arbeiten bereits abgeschlossen. Die erste Singleauskopplung Weightless wurde im März 2009 veröffentlicht. Am 7. Juli erschien das dritte Studioalbum Nothing Personal. Allerdings wurde es bereits eine Woche vor der offiziellen Veröffentlichung bei MTVs The Leak zum kostenlosen Downloadstream angeboten. Das Billboard-Magazin prognostizierte, dass Nothing Personal mit ungefähr 60.000 bis 75.000 verkauften Tonträgern erstmals in die Top-10 der offiziellen US-Charts einsteigen könnte. Tatsächlich stieg das Album auf Anhieb auf Platz 4 der Charts ein und verkaufte sich letztlich 63.000-mal innerhalb der ersten Verkaufswoche.

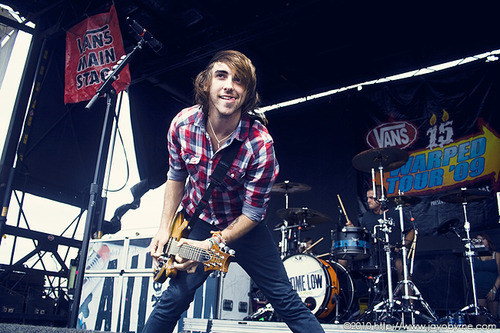
Alex Gaskarth (vorne) und Rian Dawson (hinten) auf der Warped Tour 2009

Im Frühjahr 2009 war All Time Low eine von mehreren Vorbands für die Believers Never Die Tour Part Deux für Fall Out Boy. Weitere Vorgruppen waren Metro Station, Cobra Starship und Hey Monday. Im Juni tourte All Time Low erstmals durch Australien und Japan. Mit dabei waren Set Your Goals. Außerdem spielte All Time Low zehn Konzerte mit We the Kings, Cartel und Days Difference. Die Gruppe war einer der Headliner der Warped Tour und spielte nach dieser Konzertreise auf dem Voodoo Experience. Im Herbst 2009 tourte All Time Low erstmals als Headliner durch Europa. Als Vorgruppen traten The Audition und The Friday Night Boys auf. Auch waren All Time Low die ersten Headliner der The Glamour Kills Tour, welche am 15. Oktober 2009 startete und am 6. Dezember 2009 endete. Im November 2009 gab die Gruppe bekannt, bei Interscope Records unterschrieben zu haben. Einen Monat später gewann die Gruppe bei den Rock on Request Awards in der Kategorie Beste Pop-Punk-Band. Im Jahr 2009 erschienen noch zwei EPs: Die erste EP, Live from MySpace Secret Shows, erschien im August, die zweite EP, Live Session, folgte im November.
Am 25. Mai 2010 erschien das erste Live-Album der Gruppe unter dem Namen Straight to DVD. Dieses wurde über Hopeless Records veröffentlicht. Für dieses Album wurde ein Konzert der Gruppe in New York aufgezeichnet. Bereits im Januar 2010 erschien die EP MTV Unplugged: All Time Low über Hopeless Records. Im Dezember 2012 wurde Nothing Personal im Vereinigten Königreich für 60.000 verkaufte Tonträger mit der Silbernen Schallplatte ausgezeichnet.

### 2011: Viertes Album:Dirty Work

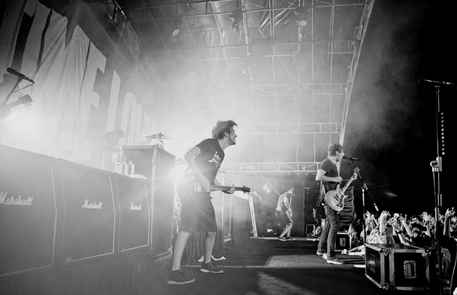
All Time Low auf der Dirty Work World Tour

Im Januar und Februar 2010 kehrten All Time Low ins Vereinigte Königreich und nach Irland zurück, um als Headliner auf der Kerrang! Relentless Tour mit The Blackout, My Passion und Young Guns zu touren. Im Anschluss folgten ein paar Shows auf dem europäischen Festland. Ende Februar und Anfang März spielte die Band erstmals auf dem Soundwave Festival in Australien. Im Mai und Juni 2010 war All Time Low mit Boys Like Girls, Third Eye Blind und LMFAO Co-Headliner der Bamboozle Roadshows. Die Gruppe spielte auf den Reading and Leeds Festivals unter anderem mit Good Charlotte, Forever the Sickest Kids, Cartel und Simple Plan. Im Herbst 2010 war All Time Low Hauptact der Small Package Tour, bei der A Rocket to the Moon und City (Comma) State als Vorgruppen auftraten. Auf mehreren Konzerten dieser Tour waren zudem Before You Exit als Vorband zu sehen.

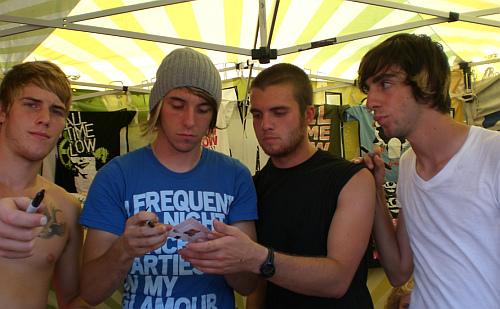
All Time Low von links nach rechts: Zack Merrick, Alex Gaskarth, Rian Dawson und Jack Barakat

Am 15. März 2010 erschien mit Painting Flowers ein Lied des Soundtracks Almost Alice, welcher für die 2010 erschienene Neuinterpretierung des Films Alice im Wunderland von Regisseur Tim Burton entstand. Die Gruppe begann etwas später mit den Arbeiten an dem vierten Studioalbum, welches über Interscope Records erscheinen sollte und somit das Major-Debüt der Band darstellt. Demos des Albums wurden im Vorfeld auf einer unbekannten Website im August 2010 vorab zugänglich gemacht („geleakt“). In einem späteren Interview gaben die Musiker bekannt, welche Stücke auf das Album kommen und welche nicht. Das vierte Album, Dirty Work, erschien schließlich am 7. Juni 2011. Ursprünglich war geplant, das Album im März auf dem Markt zu bringen. Wegen des Labelwechsels jedoch wurde das Veröffentlichungsdatum um mehrere Monate nach hinten verlegt. In Australien und Kanada erreichte das Album Platz 13 in den Charts, im Vereinigten Königreich stieg Dirty Work auf den 20. Platz ein.
Im Frühjahr des Jahres 2011 spielte die Gruppe die Dirty Work Tour mit Yellowcard, Hey Monday und The Summer Set, um ihr Album zu bewerben. Im Vereinigten Königreich wurde die Gruppe von Young Guns unterstützt. Den Sommer verbrachte All Time Low auf der Gimme Summer Ya Love Tour, die von Mayday Parade, We Are the In Crowd, The Starting Line, Brighter und The Cab begleitet wurde. Im September sollte die Gruppe im Rahmen der Soundwave Revolution durch Australien touren, allerdings wurde diese Tournee abgesagt, sodass All Time Low eine Mini-Tournee, die Counter Revolution, durch Australien spielten. Im Herbst beendete die Band die The Rise and Fall Of My Pants Tour, welche von The Ready Set, He Is We und Paradise Fears begleitet wurde. In Kanada wurde die Gruppe von Simple Plan, Marianas Trench und These Kids Wear Crowns unterstützt.

### 2012–2014: Fünftes Album:Don’t Panic

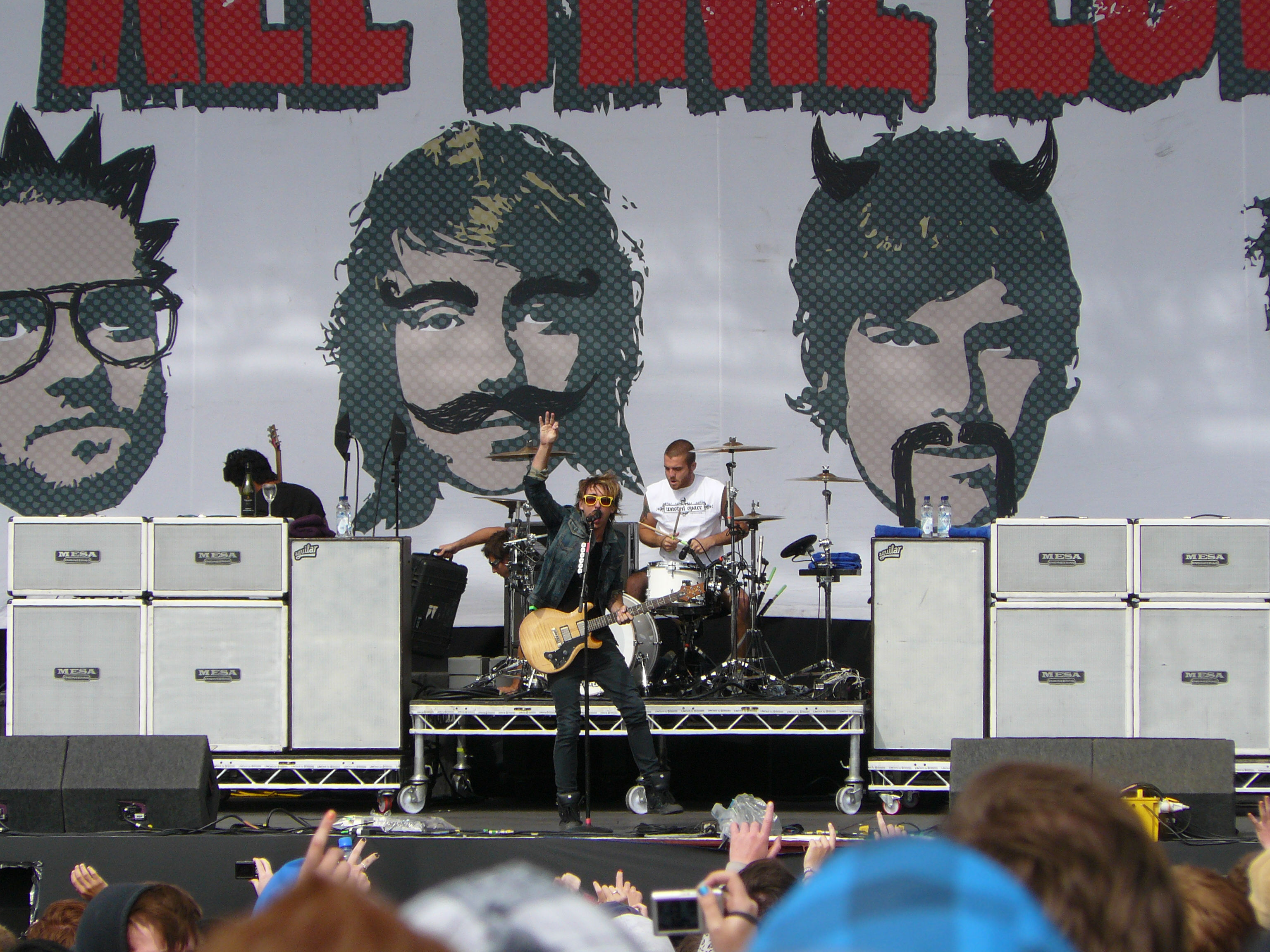
All Time Low im Jahr 2010 auf dem Reading and Leeds Festival

Im Januar 2012 spielte die Band erneut eine Konzertreise durch das Vereinigte Königreich. Begleitet wurde die Tournee von We Are the In Crowd und The Maine. Da viele Konzerte dieser Tournee ausverkauft waren, wurden Zusatzkonzerte hinzugefügt. Zwischen Juni und August spielte die Gruppe erneut auf der Warped Tour und auf dem Reading and Leeds Festival.
Im Mai 2012 gaben All Time Low bekannt, den Vertrag mit Interscope Records aufgelöst zu haben und veröffentlichten das Lied The Reckless and the Brave am 1. Juni 2012 als Gratis-Download auf der offiziellen Website der Band. Auch verkündete das Quartett, dass sie an neuem Material für ihr fünftes Studioalbum arbeiten, welches im Laufe des Jahres erscheinen soll. Am 3. Juli 2012 unterschrieb die Band einen neuen Plattenvertrag mit ihrem früheren Label Hopeless Records und kündigte das neue Album für die zweite Jahreshälfte an. Am 10. August 2012 startete die Vorbestellungsphase für das neue Album. Zeitgleich wurde die Rockshow at the End of the World Tournee bekanntgegeben. Das fünfte Album, Don’t Panic erschien schließlich am 9. Oktober 2012 weltweit. Die zweite Single For Baltimore erschien am 24. August 2012, Somewhere in Neverland – eine weitere Singleauskopplung –, wurde geleakt. Über MTV veröffentlichte die Band am 27. September das Lied Outlines. Am 2. Oktober 2009 wurde das Album auf dem YouTube-Kanal des Labels komplett als Stream mitsamt den Liedtexten aller Stücke veröffentlicht.

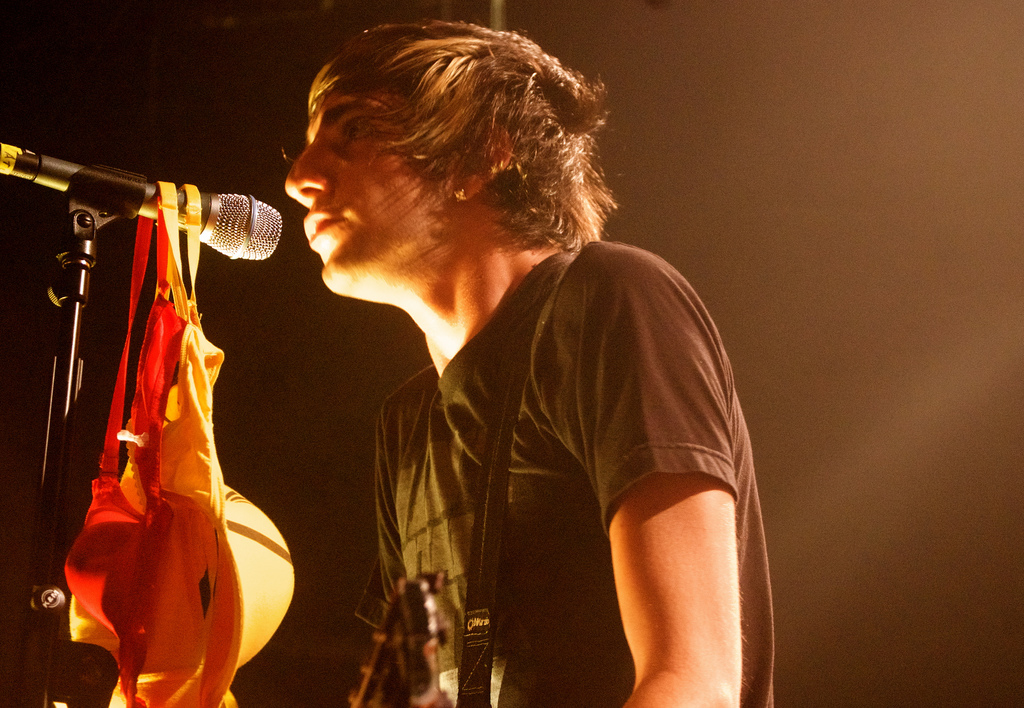
Jack Barakat (2008)

Nachdem All Time Low die Warped Tour komplett absolviert hatte, folgte mit der Rockshow at the End of the World Tour eine weitere Konzertreise, bei der die Gruppe von The Summer Set, The Downtown Fiction und Hit the Lights begleitet wurde. Ende August 2012 gab die Gruppe drei Headliner-Shows im Vereinigten Königreich und in der Republik Irland. Es folgten Konzerte in Europa, darunter Supportshows als Vorband für Green Day in Deutschland. Im Februar und März 2013 spielte die Band erneut auf dem Soundwave Festival in Australien. Im Juni 2013 spielte All Time Low erstmals auf den Schwestern-Festivals Rock am Ring und Rock im Park, jeweils auf der Hauptbühne.
Im September 2013 wurde Don’t Panic unter dem Titel Don’t Panic: It’s Longer Now! neu aufgelegt. Die Neuauflage beinhaltet vier neu aufgenommene Lieder, sowie vier Akustikversionen der Stücke, The Reckless and the Brave, Somewhere in Neverland, For Baltimore und Backseat Serenade. Am 2. September 2013 wurde die einzige Singleauskopplung der neuen Version des Albums, A Love Like War, veröffentlicht. In diesem Lied ist Vic Fuentes, Sänger der Band Pierce the Veil, als Gastsänger zu hören. Am 23. September 2013 tourte All Time Low mit Pierce the Veil als Vorgruppe für A Day to Remember auf der House Party Tour durch Nordamerika.

### 2014–2016: Sechstes Studioalbum:Future Hearts
Im Juni 2014 wurde bekannt, dass die Gruppe beginnen würde an einem neuen Studioalbum zu arbeiten. Bei den Alternative Press Music Awards war die Gruppe in mehreren Kategorien nominiert und erhielt eine Auszeichnung für A Love Like War als Lied des Jahres und den Preis für ihr soziales Engagement bei Skate4Cancer. Am 29. September 2014 kündigte die Gruppe an, mit Produzent John Feldmann das Studio bezogen und mit den Arbeiten an dem Album begonnen zu haben. Die erste Single, Something’s Gotta Give, wurde am 12. Januar 2015 über BBC Radio 1 offiziell vorgestellt.
Zwischen dem 9. und 14. Februar 2015 spielte die Gruppe eine Co-Headliner-Arena-Tournee mit You Me at Six, welche fünf Konzerte im Vereinigten Königreich umfasste. Im März 2015 folgte eine kurze Tournee durch mehrere Städte Europas, darunter auch Köln, welches mit einem Auftritt in der Wembley Arena endete. Das Konzert in der Wembley Arena sollte von einem Kamerateam für eine Live-DVD aufgezeichnet werden.
Anfang Januar 2015 wurden Alex Gaskarth und Jack Barakat von Alternative Press als Moderatoren der zweiten Alternative Press Music Awards angekündigt. Das Event fand auf dem Gelände der Quicken Loans Arena statt. Des Weiteren gewann die Band zusammen mit dem Hustler-Fanclub den Fandom of the Year-Award. Rian Dawson wurde als bester Schlagzeuger ausgezeichnet, sowie Zack Merrick als bester Bassist. Im April und Mai 2015 tourte die Gruppe mit Tonight Alive, Issues und State Champs im Rahmen der Future Hearts Tour durch die Vereinigten Staaten. Im August spielte die Gruppe auf dem Reading and Leeds Festival. Ende 2015 tourte die Gruppe mit Sleeping with Sirens und One Ok Rock erneut durch die Staaten. Im Februar 2016 spielte die Gruppe eine Konzertreise durch das Vereinigte Königreich, welche von Good Charlotte begleitet wurde.

### 2016:Straight to DVD IIund neue Musik
Am 12. Januar 2016 wurde angekündigt, dass an neuer Musik gearbeitet wird.
Am 7. Juli 2016 kündigte die Band ihr zweites Live-Album Straight To DVD II: Past, Present and Future Hearts an, welches erneut eine Dokumentation, eine Live-CD und einen Konzertmitschnitt aus dem Wembley-Stadion vom März 2015 enthält. Die DVD erschien am 9. September 2016. Am 2. September 2016 veröffentlichte die Band den Song Take Cover, um, laut Gaskarth, den Future-Hearts-Zyklus abzuschließen. Die Single ist Teil von Straight To DVD II.
Von August bis Anfang Oktober 2016 begleiteten All Time Low die Band blink-182 auf der deren US-Tournee.

### 2017–2019: Siebtes Studioalbum:Last Young Renegadeund Auszeit
Am 17. Februar 2017 wurde die erste Single des neuen Albums, Dirty Laundry, veröffentlicht. Weiterhin wurde angekündigt, dass die Band zukünftig beim Musiklabel Fueled by Ramen unter Vertrag steht. Von Februar bis April 2017 tourten All Time Low durch Europa, Ozeanien und Japan.
Am 24. Februar 2017 wurde der Titel des Albums, Last Young Renegade, bekanntgegeben. Das Album ist am 2. Juni 2017 erscheinen und enthält zehn Songs. Einen Gastauftritt hat die kanadische Indieband Tegan and Sara auf dem Song Ground Control. Vorab wurden im Abstand von mehreren Wochen die Songs Last Young Renegade, Life Of The Party und Nice2KnoU veröffentlicht. Im Sommer 2017 folgte die Young Renegades Tour durch die Vereinigten Staaten, Asien und Europa.
Am 1. November 2017 wurde das Musikvideo zu Good Times veröffentlicht, bei dem erneut Patrick Tracy Regie führte. Nach Beendigung der Last Young Renegade-Ära veröffentlichte die Band 2018 die zwei Songs Everything Is Fine und Birthday. Angelehnt an Everything Is Fine brachte die Band 2019 eine Weinkollektion unter dem Namen Everything Is Wine heraus.
Im Jahr 2019 nahm sich die Band laut eigener Aussage eine kurze Auszeit. Die Bandmitglieder engagierten sich währenddessen in anderen Projekten, Frontsänger Gaskarth gründete zusammen mit Mark Hoppus, den Sänger der Band Blink-182 das Trash-Pop-Projekt Simple Creatures. Gitarrist Jack Barakat veröffentlichte zusammen mit Kevin Fisher Songs mit dem Projekt WhoHurtYou. Im Mai 2019 trat die Band als Headliner beim Slam Dunk Festival auf. Am 8. November 2019 veröffentlichten All Time Low anlässlich des 10-jährigen Jubiläums ihres Albums Nothing Personal eine neue Aufnahme des Albums unter dem Namen It’s Still Nothing Personal: A Ten Year Tribute. Zusammen mit dem Album wurde online eine Dokumentation veröffentlicht, die die Entstehungsgeschichte von Nothing Personal zeigt.

### Seit 2020: Achtes Studioalbum:Wake Up, Sunshine
Nach der Weinkollektion Everything Is Wine kollaborierte die Band im Januar 2020 mit der Full Tilt Brewery in Baltimore. So entstand das Bier Beer Maria in Anlehnung an den Song Dear Maria, Count Me In. Am 19. Februar 2020 kündigte die Band ihr achtes Studioalbum Wake Up, Sunshine an und veröffentlichte die erste Single Some Kind of Disaster. Wenig später folgte der Song Sleeping In. Aufgrund der COVID-19-Pandemie wurden vor der Albumveröffentlichung zudem die Songs Getaway Green, Melancholy Kaleidoscope, Trouble Is und Wake Up, Sunshine veröffentlicht. Das Album selbst erschien am 3. April 2020 zusammen mit der Single Monsters, auf der der US-amerikanische Hip-Hop-Sänger Blackbear mitgesungen hat.
Im Oktober des Jahres 2021 tauchte ein Video auf der Plattform TikTok auf, in der Mitglieder einer Pop-Punk-Band beschuldigt wurden, eine 13-jährige Konzertbesucherin in den Tourbus von All Time Low einzuladen. In einem anonym veröffentlichten Thread auf Twitter wurde Jack Barakat beschuldigt, in der Vergangenheit eine Minderjährige mehrere Jahre lang sexuell überfallen zu haben. Die Musiker erklärten in einem Statement, dass die Anschuldigungen frei erfunden sind und man erwäge, rechtliche Schritte zu prüfen.

## Sonstiges
Die Band unterstützt die Modefirma Glamour Kills Clothing, bei welcher Gitarrist Jack Barakat und Sänger Alex Gaskarth auch ihre eigenen Linien namens JAGK und AWG führen. Bassist Zack Merrick führt ein Modelabel mit dem Namen Amerrickan.
Am 24. Oktober 2014 wurde bekannt, dass die Musiker eine Darstellerrolle in dem von Meg Ryan geplanten Film Fan Girl erhalten, zu dem sie außerdem ein Lied auf dem Soundtrack beisteuern. Der Film wurde im Juni 2015 veröffentlicht und enthält neben Auftritten der Musiker auch Szenen aus Straight to DVD.

## Diskografie
Studioalben

| Jahr | Titel                         | Höchstplatzierung, Gesamtwochen, AuszeichnungChartplatzierungen (Jahr, Titel, Platzierungen, Wochen, Auszeichnungen, Anmerkungen) | Höchstplatzierung, Gesamtwochen, AuszeichnungChartplatzierungen (Jahr, Titel, Platzierungen, Wochen, Auszeichnungen, Anmerkungen) | Höchstplatzierung, Gesamtwochen, AuszeichnungChartplatzierungen (Jahr, Titel, Platzierungen, Wochen, Auszeichnungen, Anmerkungen) | Höchstplatzierung, Gesamtwochen, AuszeichnungChartplatzierungen (Jahr, Titel, Platzierungen, Wochen, Auszeichnungen, Anmerkungen) | Höchstplatzierung, Gesamtwochen, AuszeichnungChartplatzierungen (Jahr, Titel, Platzierungen, Wochen, Auszeichnungen, Anmerkungen) | Anmerkungen                              |
| Jahr | Titel                         | DE | AT | CH | UK | US | Anmerkungen                              |
| ---- | ----------------------------- | --- | --- | --- | --- | --- | ---------------------------------------- |
| 2005 | The Party Scene               | — | — | — | — | — | Erstveröffentlichung: 19. Juli 2005      |
| 2007 | So Wrong, It’s Right          | — | — | — | UK— SilberUK | US62 Gold · (4 Wo.)US | Erstveröffentlichung: 25. September 2007 |
| 2009 | Nothing Personal              | — | — | — | UK— GoldUK | US4 Gold · (13 Wo.)US | Erstveröffentlichung: 7. Juli 2009       |
| 2011 | Dirty Work                    | — | — | — | UK20 Silber · (1 Wo.)UK | US6 (6 Wo.)US | Erstveröffentlichung: 7. Juni 2011       |
| 2012 | Don’t Panic                   | — | AT75 (1 Wo.)AT | — | UK9 Silber · (3 Wo.)UK | US6 (5 Wo.)US | Erstveröffentlichung: 9. Oktober 2012    |
| 2015 | Future Hearts                 | DE60 (1 Wo.)DE | AT61 (2 Wo.)AT | — | UK1 Gold · (8 Wo.)UK | US2 (9 Wo.)US | Erstveröffentlichung: 7. April 2015      |
| 2017 | Last Young Renegade           | DE47 (1 Wo.)DE | AT47 (1 Wo.)AT | CH62 (1 Wo.)CH | UK7 (2 Wo.)UK | US9 (1 Wo.)US | Erstveröffentlichung: 2. Juni 2017       |
| 2020 | Wake Up Sunshine              | DE49 (1 Wo.)DE | — | — | UK3 (2 Wo.)UK | US31 (1 Wo.)US | Erstveröffentlichung: 3. April 2020      |
| 2023 | Tell Me I’m Alive             | DE87 (1 Wo.)DE | — | — | UK12 (1 Wo.)UK | — | Erstveröffentlichung: 17. März 2023      |
| 2024 | The Forever Sessions - Vol. 1 | — | — | — | — | — | Erstveröffentlichung: 23. August 2024    |